# Diocèse de Kilwa-Kasenga
Le diocèse de Kilwa-Kasenga est une circonscription ecclésiastique de l'Église catholique en République démocratique du Congo.

## Historique
La préfecture apostolique du lac Moero est érigée le 8 juillet 1948 à partir de territoires du vicariat apostolique de Lulua Katanga. Elle devient diocèse de Kilwa le 24 août 1962, cède une partie de son territoire à l'occasion de la fondation du diocèse de Manono en 1971, puis change de nom pour devenir diocèse de Kilwa-Kasenga en 1977. Ce diocèse dépend de l'archidiocèse de Lubumbashi.

## Ordinaires

### Préfet apostolique du lac Moero
- Jean François Waterschoot, O.F.M. (19 novembre 1948 - 1962)

### Évêque de Kilwa
- Joseph Alain Leroy, O.F.M. (24 août 1962 - 19 décembre 1975)

### Évêques de Kilwa-Kasenga
- André Ilunga Kaseba (19 décembre 1975 - 9 avril 1979), nommé évêque de Kalemie-Kirungu
- Dominique Kimpinde Amando (28 mars 1980 - 31 mars 1989), nommé évêque de Kalemie-Kirungu
- Jean-Pierre Tafunga Mbayo, S.D.B. (6 octobre 1992 - 10 juin 2002), nommé évêque d'Uvira
- Fulgence Muteba Mugalu (18 mars 2005 - 22 mai 2021), nommé archevêque de Lubumbashi
- Désiré Lenge Mukwenye (depuis le 17 janvier 2024)